# Symploka
Symploka (gr. συμπλοκή symplokḗ – „splot”, łac. complexiō) – figura retoryczna polegająca na połączeniu anafory z epiforą. Takie połączenie skutkuje tym, że na początku zdań, wersów czy segmentów wypowiedzi powtarzana jest jedna fraza, a na ich końcu – inna, np.: 
Jakżeż ja się uspokoję –
 pełne strachu oczy moje
 pełne grozy myśli moje
 pełne trwogi serce moje
 pełne drżenia piersi moje
Jakżeż ja się uspokoję...

S. Wyspiański

Kto koronę przedawał? Panowie!
Kto koronę kupował? Panowie!
Kto wojska obce do kraju wprowadził? Panowie!

Stanisław Staszic, Przestrogi dla Polski